# 八栗新道駅

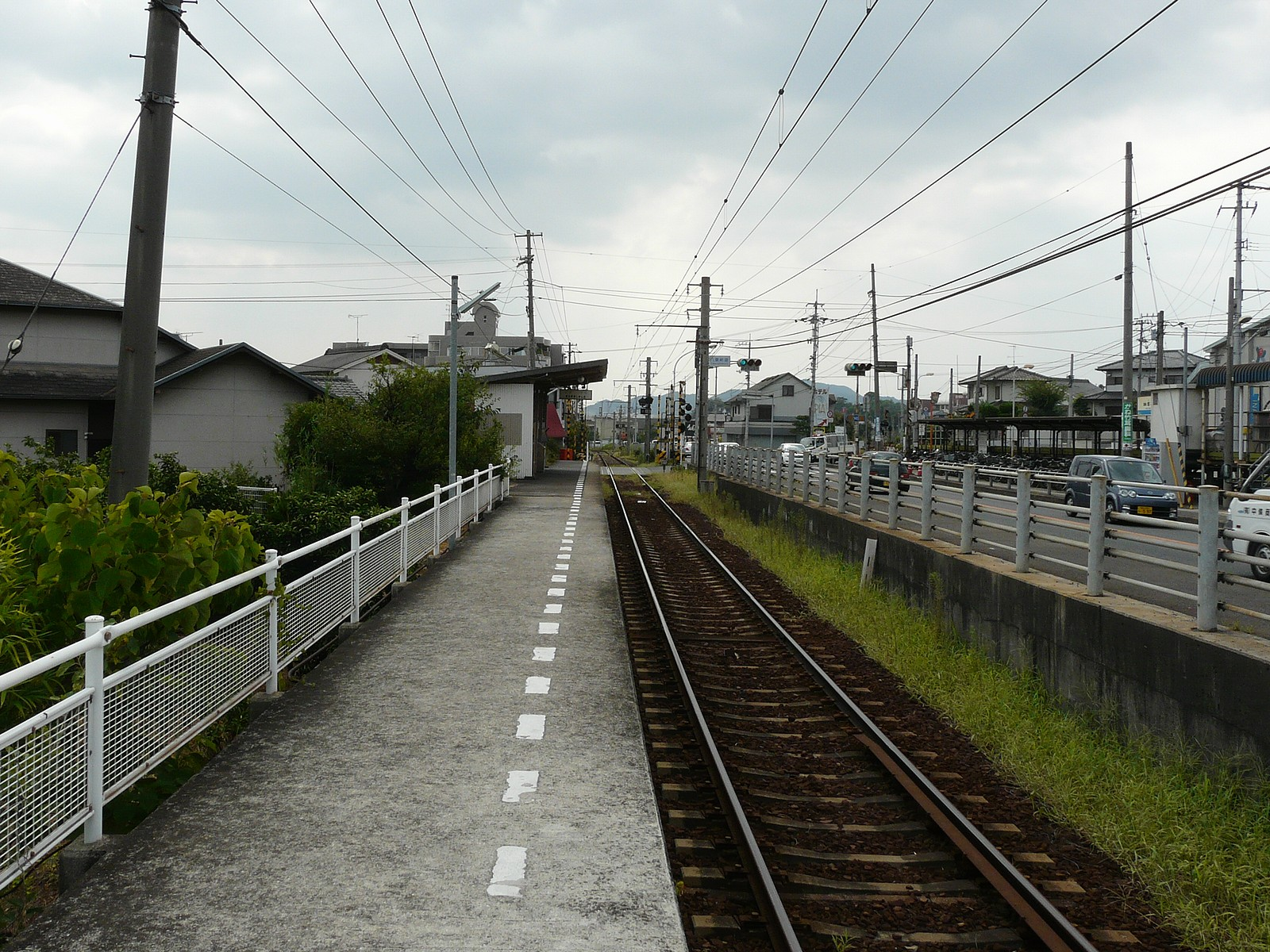
ホーム（2007年8月）
右の国道11号の向こうに讃岐牟礼駅が見える。

八栗新道駅（やくりしんみちえき）は、香川県高松市牟礼町大町にある、高松琴平電気鉄道志度線の駅である。駅番号はS11。

## 駅構造
単式ホーム1面1線を有する無人駅。駅舎は無い。

### 直前駅出発通知
志度方面からの電車が直前の駅である塩屋を発車すると、『次の電車は塩屋を発車しました』との表示が､また瓦町方面からの電車が大町を発車すると『次の電車は大町を発車しました』と電光掲示で通知する。駅名の部分だけ光る。

## 利用状況
1日の平均乗降人員は以下の通り。
| 1日乗降人員推移 | 1日乗降人員推移 |
| 年度            | 1日平均人数     |
| --------------- | --------------- |
| 2011年          | 225             |
| 2012年          | 210             |
| 2013年          | 211             |
| 2014年          | 204             |
| 2015年          | 206             |
| 2016年          | 209             |
| 2017年          | 203             |
| 2018年          | 195             |

## 駅周辺
- 国道11号
- 香川県道145号八栗原線（八栗新道）
駅名の由来となった路線で、八栗山上につながる。
- 讃岐牟礼駅 - JR高徳線
国道11号を挟んだ真向かいにある。当駅は志度線の駅のうち、JR駅に最も接近している。

## 歴史
- 1955年（昭和30年）2月25日：開業。

## 隣の駅
高松琴平電気鉄道
■志度線
大町駅（S10） - 八栗新道駅（S11） - 塩屋駅（S12）